# Euthiconus lustrificus
Euthiconus lustrificus is een keversoort uit de familie van de kortschildkevers (Staphylinidae). De wetenschappelijke naam van de soort werd voor het eerst geldig gepubliceerd in 1990 door Kurbatov.